# Fawzi Abdussalam
Fawzi Abdussalam (arab. فوزي عبد السلام) – libijski kolarz, olimpijczyk.
Abdussalam wystąpił na Letnich Igrzyskach Olimpijskich 1980 w jednej konkurencji kolarstwa torowego – sprincie (był jednym z 15 startujących zawodników). W wyścigu eliminacyjnym poniósł porażkę z Antonem Tkáčem z Czechosłowacji. Przegrał również w pierwszej rundzie repasażów z Jamesem Josephem z Gujany. W finale repasażów poniósł porażkę z László Morczem z Węgier, lecz pokonał Johna Musę z Zimbabwe.